# Marcel Vigreux
Pour les articles homonymes, voir Vigreux.
Marcel Vigreux, né le 18 juin 1933 à Paris et mort le 17 juillet 2001 à Quetigny (Côte-d'Or), est un historien français, professeur d'histoire contemporaine à l'Université de Bourgogne.

## Biographie
D'une famille originaire du Morvan, Marcel Vigreux voit le jour à Paris où son père est fonctionnaire de police.
Des études au lycée Condorcet à Paris le mènent à l'école normale d'instituteurs d'Auteuil. Entreprenant, en tant que boursier, des études d'histoire à la Sorbonne, il suit le cursus universitaire jusqu'à l'agrégation qu'il obtient en 1960.
Il s'installe à Autun en 1962, où il est nommé professeur d'histoire au lycée Bonaparte. En 1967, il devient maire de Ménessaire, petit village au cœur du Morvan. La même année il est assistant d'histoire contemporaine à l'université de Bourgogne à Dijon. Membre de l'Académie du Morvan, créée en 1966, il en est archiviste dès l'année suivante, et il en devient le 6e président en 1998, à la suite du professeur Claude Rolley.
Ses connaissances du monde rural, dues à son attachement à ce milieu, et celles toutes professionnelles de sa formation à la monographie, à la méticulosité et à l'ethnographie rurale, aux méthodes d'investigations, font de lui un historien du monde rural reconnu par ses pairs.[réf. nécessaire]
Préparant sa thèse de troisième cycle, il collationne toutes les informations possibles sur la vie du monde rural dans sa région. Cette thèse, qu'il soutient sous la direction de André Armengaud, est publiée sous le titre La Société d'agriculture d'Autun au XIXe siècle par l'académie du Morvan en 1974. Responsable de l'édition de documents au sein de cette institution dès cette date, il jouera ainsi un rôle primordial pour la recherche, la diffusion des travaux historiques de la région morvandelle, permettant de perpétuer la mémoire de ce patrimoine culturel.
Il crée, en 1976, le Centre d'études et de recherches sur l'Occupation et la Résistance en Morvan (CERORM) avec Jean-René Suratteau, qui est élargi à la région Bourgogne en devenant le CERORB. Il permet ainsi de garder la mémoire de cette époque, en collectant les témoignages de nombreux maquisards et des personnes ayant vécu cette période. Président de l'Association pour la recherche sur l'Occupation et la Résistance en Morvan, il a œuvré à la fondation du musée de la Résistance en Morvan, ouvert à Saint-Brisson dans la Maison du parc naturel régional du Morvan. Créé à la suite d'une exposition et inauguré le 26 juin 1983 par François Mitterrand, alors président de la République, et de nombreux anciens maquisards et chefs de maquis.
Il commence la préparation de sa thèse de doctorat d'État Paysans et notables du Morvan au XIXe siècle, sous la direction de Louis Girard et la soutiendra sous la direction de Maurice Agulhon en 1986. Il est docteur ès lettres et sciences humaines en juin 1985. Vice-président du parc naturel régional du Morvan en 1994, il en fut également le directeur des études et recherches scientifiques et le président du Conseil scientifique du Parc. Il est l'instigateur des maisons à thèmes de l'écomusée du Morvan qui commenceront par l'ouverture de la Maison du seigle sur sa commune en 1989, suivi de la Maison des Galvachers en 1994, à Anost, de la Maison Vauban à Saint-Léger-Vauban en 1996, de la Maison de l'élevage et du Charolais, à Moulins-Engilbert en 1999 et de la Maison des Hommes et des paysages (ou Maison centre de l'écomusée) en 2000, à Saint-Brisson.
En 1993, il prend sa retraite, mais reste actif. Selon Pierre Lévêque : « enseignant de grande valeur, précis, clair, d'une autorité naturelle, qui caractérisaient, ses commentaires de documents et ses cours ».
Il meurt le 17 juillet 2001.
Il est le père de l'historien Jean Vigreux.

## Publications
- Auteuil, pendant la Révolution française (mémoire, dir. M. Merlier, inédit), École normale d'instituteurs d'Auteuil, 1953, 96 p..
- Monographie de Ménessaire, Côte-d'Or (mémoire, dir. M. Merlier, inédit), École normale d'instituteurs d'Auteuil, 1954, 252 p..
- Évolution de l'économie et de la société rurales dans une commune du Morvan, (Ménessaire), au XIXe siècle (diplôme d'études supérieures, dir. Louis Girard, inédit), Faculté des Lettres de Paris, 1957, 183 p..
- La crise du monde rural, Paris, Librairie Armand Colin, coll. « Dossier sciences humaines » (no 23), 1970, 96 p..
- « La vie dans la forêt », Courrier du Parc naturel régional du Morvan, no 4,‎ hiver 1971, p. 13-15.
- La Société d'Agriculture d'Autun (1883-1914) (thèse de 3e cycle, dir. André Armengaud), Éditions universitaires de Dijon, 1974 (réimpr. 1990) (présentation en ligne).
- Coup d'œil sur l'histoire du Morvan in  Le Morvan et son PNR in Annales des pays nivernais, Camosine no 9, 1975, p. 20-21[6].
- La chaumière morvandelle in  le Journal du Centre le 2 avril 1977[7] et le Courrier de Saône-et-Loire des 25 janvier 1977 et 27 février 1977.
- Saisie d'un collecteur de tailles à Saint-Brisson, Nièvre, en 1768, in Bulletin de l'Académie du Morvan, no 5, 1977, p. 27-28.
- Des paysans républicains à la fin du Second Empire : les élections de 1869, dans le Morvan nivernais, in  Revue d'histoire moderne et contemporaine, T. 25, 1978, p. 443-469.
- Les démocrates socialistes dans le Haut-Morvan, (1849-1852) Congrès de l'Association bourguignonne des sociétés savantes, Nevers, 1978. Publiés en 1979 par la Société académique du Nivernais, p. 129-138.
- La Maison du Parc à Saint-Brisson : son histoire avec Joseph Roblin, in  Courrier du Parc naturel régional du Morvan, no 19, 1979, p. 4-9.
- La chaumière morvandelle, témoin d'une civilisation in Courrier du Parc naturel régional du Morvan, no 19, 1979, p. 10-14.
- Le centre de lecture du paysage en Morvan, in Courrier du Parc naturel régional du Morvan, no 21, 1979, coordination du numéro. De sa plume : préambule, bibliographie, lexique.
- Les Patois du Morvan, in  Courrier du Parc naturel régional du Morvan, no 23, coordination du numéro. De sa plume : les Patois du Morvan, p. 34-35 ; Sérieux et facétie des Morvandiaux, en collaboration avec Claude Régnier, 1980, p. 36-37.
- Les forêts morvandelles in  Courrier du Parc naturel régional du Morvan, no 25, 1981, coordination du numéro, de sa plume :  Place et rôle de la forêt traditionnelle, p. 2-7 ; Une révolution économique pour le Morvan : le flottage du bois, 1981, p. 8-14.
- L'École en Morvan au XIXe siècle, in  Bulletin de l'Académie du Morvan, no 13, 1981, p. 28-36, trois textes présentés par Julien Daché.
- La Galvache et les Galvachers : une migration morvandelle, Autun, Imprimerie Pelux, 1982, 38 p.
- La préservation des fortunes foncières en Morvan au XIXe siècle, in Bulletin du Centre Pierre Léon, no 3, 1982, p. 43-53, Institut des Sciences de l'Homme[8]
- La forêt morvandelle, in Les Annales des pays nivernais, Camosine no 33, 1982, p. 21-23.
- « Paris possédait-il le Morvan au XIXe siècle ? », dans annales du 52e congrès de l'Association bourguignonne des sociétés savantes, Avallon, Vézelay, Château-Chinon, 1981}, 1982, p. 45-57.
- « Une expérience agricole dans l'Autunois au XIXe siècle : la ferme école de Tavernay (1840-1850) », dans annales du 53e congrès de l'Association bourguignonne des sociétés savantes, Le Creusot, juin 1982, 1983, p. 183-193.
- La Chasse en Morvan (chapitres de sa main : « La Chasse phénomène de société », p. 2-3 ; « De la chasse morvandelle à l'événement national : l'affaire Montcharmont (1850) », p. 30-35), coll. « Courrier du parc naturel régional du Morvan » (no 32), 1985.
- Paysans et notables du Morvan au XIXe siècle, jusqu'en 1914 (préf. Maurice Agulhon) (thèse de doctorat d'État, 1986, Université Paris I, dir. Louis Girard et Maurice Agulhon, 4 volumes, 1042 p. + annexes), Château-Chinon, Académie du Morvan, 1987 (réimpr. 1998), 755 p..
- « L'industrie des nourrices morvandelles et des enfants assistés au XIXe siècle », Bulletin de l'Académie du Morvan, no 25,‎ 1987, p. 3-43.
- « Protestation paysanne et contestation politique : l'exemple du Morvan sous le Seconde République », dans La protestation rurale dans les campagnes françaises. Questions à l'Histoire (XVIIe – XXe siècles) (Actes du colloque de l'Association des ruralistes français, Arc-et-Senans), 1987.
- « Comportements révolutionnaires en Morvan central au milieu du XIXe siècle », dans Jean Bart (dir.), Le Morvan révolutionnaire. Recherches sur les origines des traditions politiques en Morvan (XVIIe siècle, XIXe siècle), Paris, éd. Sociétés des Études roberpierristes/Comité départemental pour l'histoire de la Révolution française en Côte-d'Or, p. 87-103cet ouvrage est un tiré de l'intégralité des articles du no 4-1988, des Annales historiques de la Révolution française.
- « Le braconnier et le gendarme : l'affaire Montcharmont », L'Histoire, no 114,‎ septembre 1988, p. 56-61.
- « Nourrices et enfants assistés au XIXe siècle », Les Annales des pays nivernais, Camosine, no 54,‎ 1988, p. 11-17.
- La Résistance en Nivernais, in Nivernais-Morvan, Paris, Éd. Bonneton, 1989, p. 89-92.
- La société d'agriculture d'Autun (1833-1914), Dijon, Éditions universitaires de Dijon, 242p. (Édition de la Thèse de 3e cycle, 1970, 3 vol., 416f°.
- Ethnographie, en codirection avec Jean Drouillet et la collaboration de : Robert Chapelier, Capucine Crosnier, François Portet, Marcel Poulet ; in Nivernais-Morvan, Paris, Éd. Bonneton. Sous sa plume : Clairières et vieilles techniques agricoles ; Métiers et usages du seigle ; Le flottage du bois, 1989, p. 112-139 ; La Galvache et les Galvachers ; Nourrices et enfants assistés, 1989, p. 148-161 ; Mentalités forestières du haut Nivernais, p. 313-316. Il a aussi participé à la partie Art et Histoire dirigée par Pierre Harris.
- Comportements révolutionnaires en Morvan central au milieu du XIXe siècle, in Du Nivernais à la Nièvre, études révolutionnaires, tome V, 1989
- L'Opposition des journaliers agricoles au maximum des salaires (1794), in Almanach du Morvan 1989, Éd. Lai Pouélée, 1989, p. 42-43.
- Un bail à maitairie dans le département de la Nièvre en 1792, in  Almanach du Morvan 1989, Éd. Lai Pouélée, 1989, p. 55-56.
- Ethnographie, in Yonne, Paris, Éd. Bonneton, sous sa plume : Les Petits Paris, Nourrices et enfants assistés, 1989, p. 120-121.
- La Mémoire de Dun-les-Places 1944-1989, Nevers, Éd. SIN-PHOBOS, préface de François Mitterrand, président de la République, 1990, 281 p.
- Les villages-martyrs de Bourgogne, avec Angélique Marie, préface de Pierre Meunier, secrétaire général du Conseil national de la Résistance, Éd. par l'ARORM, 1994, 180 p.
- Comblanchien, village martyr, 21-22 août 1944, Nuits-Saint-Georges, SIB, 118 p. avec la collaboration de Jacky Cortot.
- Troubles au village au XIXe siècle, in Journal du Centre, no 35, novembre-décembre 1995.
- Une migration typiquementmorvandelle : La Galvache, in À la découverte de la Galvache et des Galvachers, p. 2-3.
- Lutte armée et maquis, actes du colloque international de Besançon, 15-17 juin 1995, publiés sous la direction de François Marcot avec la collaboration de Janine Ponty, Marcel Vigreux, Serge Wolikow. Annales littéraires de l'Université de Franche-Comté, 1996, 549 p. Article :  Sociologie des maquis de Bourgogne, 1996, p. 303-314.
- Le Morvan pendant la Seconde Guerre Mondiale, sous sa direction, avec plusieurs articles et la collaboration des articles de : Jacques Canaud, Jean Longhi, Louis Aubin, Armand Simonnot, Jeanette Colas, Lucile Pichot, 1996, réédition de 2009, ARORM, Saint-Brisson, 360 p., 140 ill.  (ISBN 978-2-9508378-4-4)
- L'industrie des nourrices morvandelles au XIXe siècle, in Les nourrices, Dun-les-Places, Association historique de Dun-les-Places - PNRM, p. 50-54, 1re édition, 1994.
- Catalogue du musée de la Résistance en Morvan, Saint-Brisson, éd. ARORM, 1997, 48 p..
- « Le musée de la Résistance en Morvan », Cahiers de l'IHC, (dir. Serge Wolikow, coord. Stéphane Gacon & Jean Vigreux), no 3 « Les images collectives de la Résistances, Territoires contemporains »,‎ 1997, p. 93-95.
- avec C. Lebossé, « Les Amis de la Maison de Vauban », Pays de Bourgogne, no 182,‎ décembre 1998, p. 31.
- « La poussée de la gauche « démoc-soc » dans la Nièvre : du succès de 1849 aux sociétés secrètes et aux répressions préventives », dans Coup d'État du 2 décembre 1851. 44 - Les insurgés de Clamecy et de la Nièvre (actes du colloque de Clamecy 24 mai 1997), Clamecy, Comité scientifique et artistique de Clamecy, 1998, p. 49-67.
- Le Morvan pendant la Seconde Guerre Mondiale. Témoignages et études, Saint-Brisson, éd. ARORM, 1999, 303 p..
- « Dans la Nièvre sous la Monarchie censitaire (1815-1848) et le Seconde République : la vie politique » et « Occupation et Résistance dans la Nièvre (1940-1945) », dans André Leguai et Jean-Bernard Charrier (dir.), Histoire du Nivernais, Éditions universitaires de Dijon, 1999, p. 305-323 et 387-393.
- « Deux fermes écoles en Autunois et en Nivernais au milieu du XIXe siècle : Tavernay et Poussery, au finage de Montaron », dans Michel Boulet (dir.), Les enjeux de la formation des acteurs de l'agriculture, 1760-1945 (actes du colloque de l'Enesad les 19-21 janvier 1999), Dijon, éd. Educagri, 2000, p. 331-337.
- avec Philippe Hoeltzel, « L'écomusée du Morvan et ses maisons à thèmes », Vents du Morvan, no 4,‎ 2000, p. 2-8.
- « Le Morvan, une forte identité », Camosine « Nièvre, vert pays des eaux vives »,‎ 2000, p. 324-373.
- Anne-Marie Lafay (préf. Marcel Vigreux), Autun à la fin du XIXe siècle, Château-Chinon, Académie du Morvan, 2000, 250 p..
- « Les racines du socialisme nivernais : la place majeure de la Seconde République (1848-1851) », Recherche Socialiste, no 16,‎ septembre 2001.
- avec Philippe Guilbert, Parc naturel régional du Morvan, Éd. Gallimard, 2004, 192 p. (ISBN 2742413936).
- avec Philippe Guilbert, Parc naturel régional du Morvan, Éd. Gallimard, 2006, 192 p. (ISBN 2742417761).

## Direction de thèses
- Alice Barthez, Le remembrement rural dans le Canton de Fontaine Française, mémoire de maitrise dirigé par Marcel Vigreux.
- Béatrice Defay, Le village martyr de la Madeleine, Saint-Martin en Bresse : histoire et mémoire, Premier Prix ex æquo Marcel Paul, 1994, mémoire de maîtrise sous la direction de Marcel Vigreux.
- Liliane Pinard, Société et comportement religieux des laïques dans le Morvan central et méridional et ses marges (1830-1914), thèse soutenue à l'Université de Bourgogne 1995. sous la Direction de Marcel Vigreux, éditée sous le titre de Les Mentalités religieuses du Morvan au XIXe siècle, Château-Chinon, Académie du Morvan, Dijon, Éditions Universitaires de Dijon 1997.

## Filmographie
- 1997 : La clairière… paysans et paysages, France 3 Bourgogne.
- 1997 : Le Morvan, pays de France. Faune et terroir., France 3 Bourgogne.
- 1998 : Les nourrices morvandelles, France-3 Bourgogne.
- 1999 : La Maison du seigle à Ménessaire, Parc naturel régional du Morvan.
- 2007 : L'Affaire Montcharmont, film de Mireille Hannon, coproduction Z'azimut et France 3 Bourgogne Franche-Comté.

## Muséographie
- Conception et réalisation de l'écomusée du Morvan à Saint-Brisson, ouverture en 2000, et de ses maisons à thèmes
- Musée de la Résistance en Morvan à Saint-Brisson
- Maison du parc naturel régional du Morvan à Saint-Brisson

## Distinctions

### Décorations
- Chevalier de la Légion d'honneur
- Chevalier de l'ordre des Palmes académiques

### Récompenses
- 1986 : prix Araxie Torossian, Académie des sciences morales et politiques, pour Paysans et notables du Morvan au XIXe siècle jusqu'en 1914;
- 1988 : prix littéraire du Morvan pour Paysans et notables du Morvan au XIXe siècle jusqu'en 1914 ;

## Hommages
- Prix Marcel Vigreux : prix littéraire du Morvan créé en 2000 et récompensant un ouvrage historique ou scientifique. Il est patronné et encouragé par le conseil régional de Bourgogne, l'Académie du Morvan, le parc naturel régional du Morvan, l'Association du tourisme en Morvan et les conseils généraux des quatre départements bourguignons.
- Auditorium Marcel Vigreux à la Maison du parc à Saint-Brisson.